# 达日博格火山口
达日博格火山口（Dazhbog Patera）是木星的卫星-木卫一上一座火山坑，1979年取名自达日博格（Dažbog），它的最大尺寸约120公里，位于北纬55.13度、西经301.52度处。该火山很难与其他火山相区分，也难以在一些照片中找出其地质特征。在“旅行者探测器”拍摄的图像中，该火山口非常醒目，暗红色的坑底，环坑口分布着一圈暗晕，然而，在“伽利略号探测器”图像中，却很难分辨出该火山位于何处，曾被怀疑这可能意味着它是不活跃的。但1998年7月，哈勃太空望远镜使用它的近红外线照相机和多目标分光仪在达日博格火山口探测到了一个“热点”。

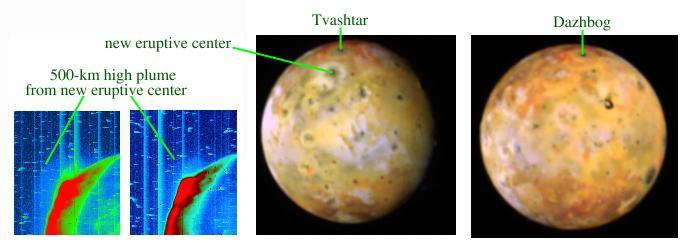
达日博格火山口 (右图)